# 寺西正己
寺西 正己（てらにし まさみ、1965年10月20日 - ）は、日本の映画プロデューサーである。大阪府出身。

## 主な制作作品
- プロデューサー
  - 映画SUN RUN GUN 脳みそぶっぱなしツアー1泊2日の旅（1997年／ぜんじろう監督）
  - シリーズ恐怖夜話(2003年)
  - 暗黒街（2003年）
  - 映画GUN CRAZY
  - 映画イズ・エー(2003年) モントリオール・インドケララ映画祭出展作品
  - 映画殺人ネット(2004年)
  - 陰陽少女(2004年)ドラマ
  - 連鎖怪談(2005年)ドラマ
  - 「超」怖い話(2006年)ドラマ
  - デビルシャドー(2007年)ドラマ
  - 劇場版ゼロ・ウーマンR 警視庁0課の女 欲望の代償(2007年)
  - ダーク・ラブ Rape(2007年)
  - サディスティック・ミカ・バンド PV
  - 映画「サディスティック・ミカ・バンド」
  - 映画NIGHT KING ナイトキング(2008年)
  - 映画Mの呪縛(2008年)
  - 映画ソング フォー ラブ（2009年）
  - 映画犬の首輪とコロッケと（2012年）
  - ベイブルース～25歳と364日（2014年）